# تیغ و ترمه
تیغ و ترمه فیلمی به کارگردانی و نویسندگی کیومرث پوراحمد و تهیه‌کنندگی سید علی قائم‌مقامی محصول سال ۱۳۹۷ است. این فیلم در بخش سودای سیمرغ سی و هفتمین دوره جشنواره فیلم فجر حضور داشته است.

## خلاصه داستان
«تیغ و ترمه» یک درام ملتهب اجتماعی زنانه است.
ترمه دختر جوانی است که در کودکی پدرش را از دست داده است و پس از مرگ پدر، مادرش (لی‌لی) او را رها کرده و به آمریکا رفته است؛ بنابراین در این مدت جهان (دوست پدر ترمه) از ترمه نگهداری کرده است. اکنون پس از سال‌ها لی‌لی به ایران بازگشته است تا ترمه را با خود به آمریکا ببرد. در این میان رازهای گذشته برای ترمه آشکار می‌شود…

## بازیگران
- دیبا زاهدی در نقش ترمه
- پژمان بازغی در نقش امیر
- لاله اسکندری در نقش لیلی
- هومن برق‌نورد در نقش عمو
- مهران رجبی در نقش ساعد
- کوروش سلیمانی در نقش پدر
- شراره رنجبر در نقش گلاره
- آویسا سجادی در نقش کودکی ترمه
- سیمون سیمونیان در نقش مسئول حراست فرودگاه
- فرانک کوشافر در نقش مأمور فرودگاه
- ماندانا سهرابی در نقش مسافر فرودگاه
- میترا قربانی در نقش میترا
- میعاد عابدی‌زاده در نقش مأمور پلیس
- نوید کوه‌فلاح در نقش مأمور بهشت زهرا
- پدارم آبدان در نقش کلیدساز